# Гарвісбург (Огайо)
Гарвісбург (англ. Harveysburg) — селище (англ. village) в США, в окрузі Воррен штату Огайо. Населення — 554 особи (2020).

## Географія
Гарвісбург розташований за координатами 39°30′4″ пн. ш. 83°59′38″ зх. д. / 39.50111° пн. ш. 83.99389° зх. д. (39.501177, -83.993883).  За даними Бюро перепису населення США в 2010 році селище мало площу 2,63 км², з яких 2,57 км² — суходіл та 0,06 км² — водойми.

## Демографія
Згідно з переписом 2010 року, у селищі мешкало 546 осіб у 204 домогосподарствах у складі 147 родин. Густота населення становила 208 осіб/км².  Було 237 помешкань (90/км²).
Расовий склад населення:
| - 95,1 % — білих - 1,5 % — чорних або афроамериканців - 0,4 % — азіатів |

До двох чи більше рас належало 2,9 %. Частка іспаномовних становила 0,2 % від усіх жителів.
За віковим діапазоном населення розподілялося таким чином: 26,4 % — особи молодші 18 років, 64,3 % — особи у віці 18—64 років, 9,3 % — особи у віці 65 років та старші. Медіана віку мешканця становила 37,3 року. На 100 осіб жіночої статі у селищі припадало 104,5 чоловіків;  на 100 жінок у віці від 18 років та старших — 98,0 чоловіків також старших 18 років.
Середній дохід на одне домашнє господарство  становив 67 925 доларів США (медіана — 60 865), а середній дохід на одну сім'ю — 80 489 доларів (медіана — 77 083). Медіана доходів становила 51 534 долари для чоловіків та 30 556 доларів для жінок. За межею бідності перебувало 2,8 % осіб, у тому числі 3,0 % дітей у віці до 18 років та 2,6 % осіб у віці 65 років та старших.
Цивільне працевлаштоване населення становило 323 особи. Основні галузі зайнятості: освіта, охорона здоров'я та соціальна допомога — 23,2 %, будівництво — 16,7 %, виробництво — 10,8 %, транспорт — 9,3 %.